# 王思 (明朝)
王思（1481年—1524年），字宜学，號改斋，江西承宣布政使司吉安府泰和縣（今江西省泰和縣）人，明朝政治人物。吏部尚書王直曾孙。正德辛未進士，嘉靖三年，在大禮議中與楊慎等眾官在紫禁城左順門哭爭，被廷杖身死。

## 生平
弘治十四年（1501年）江西乡试第七十二名举人，正德六年（1511年）辛未科会试第五十九名，二甲進士，选庶吉士，授翰林院編修。正德九年，因乾清宮火災，而上疏請求明武宗重整吏政綱紀。同年九月，再次上疏進諫，而被貶為潮州三河驿丞。當時王守仁在贛州講學，王思跟從遊學。王守仁討伐朱宸濠叛亂時，檄令王思參贊軍務。
明世宗繼位后，王思被召回恢復官職，并充任经筵讲官。嘉靖三年（1524年），參與大禮議事件，王思與群臣在左順門哭谏，此後下詔獄，行杖刑，不久因病瘡發作去世，年四十四。隆慶初年，追贈右谕德。

## 家族
曾祖王直，少傅兼太子太师吏部尚书、贈榮禄大夫、謚文端。祖父王稹，封中书舍人、加赠都督府经历。父王俅，广西太平府知府。前母杨氏，贈宜人；母任氏，封宜人。慈侍下。兄王愈，贡士；王恭；王愚。弟王悊。

## 延伸阅读
[在维基数据编辑]
 《明史卷一百九十二》，出自《明史》